# NGC 919
NGC 919 è una vasta e lontana galassia a spirale situata nella costellazione dell'Ariete, a una distanza di circa 487 milioni di anni luce dalla nostra Via Lattea.

## Scoperta
La galassia è stata scoperta il 5 settembre 1864 dall'astronomo tedesco Albert Marth.

## Descrizione
NGC 919 ha una classe di luminosità I-II e presenta una larga riga a 21 cm dell'idrogeno neutro.